# Bélgica en los Juegos Olímpicos de Pyeongchang 2018
Bélgica estuvo representada en los Juegos Olímpicos de Pyeongchang 2018 por un total de 22 deportistas que compitieron en 9 deportes. Responsable del equipo olímpico fue el Comité Olímpico e Interfederal Belga, así como las federaciones deportivas nacionales de cada deporte con participación.
El portador de la bandera en la ceremonia de apertura fue el deportista de snowboard Seppe Smits.

## Medallistas
El equipo olímpico belga obtuvo las siguientes medallas:
| Nombre      | Deporte               | Competición       |
| ----------- | --------------------- | ----------------- |
| Oro         |                       |                   |
| —           |                       |                   |
| Plata       |                       |                   |
| Bart Swings | Patinaje de velocidad | Salida en grupo M |
| Bronce      |                       |                   |
| —           |                       |                   |